# Jan Harusewicz

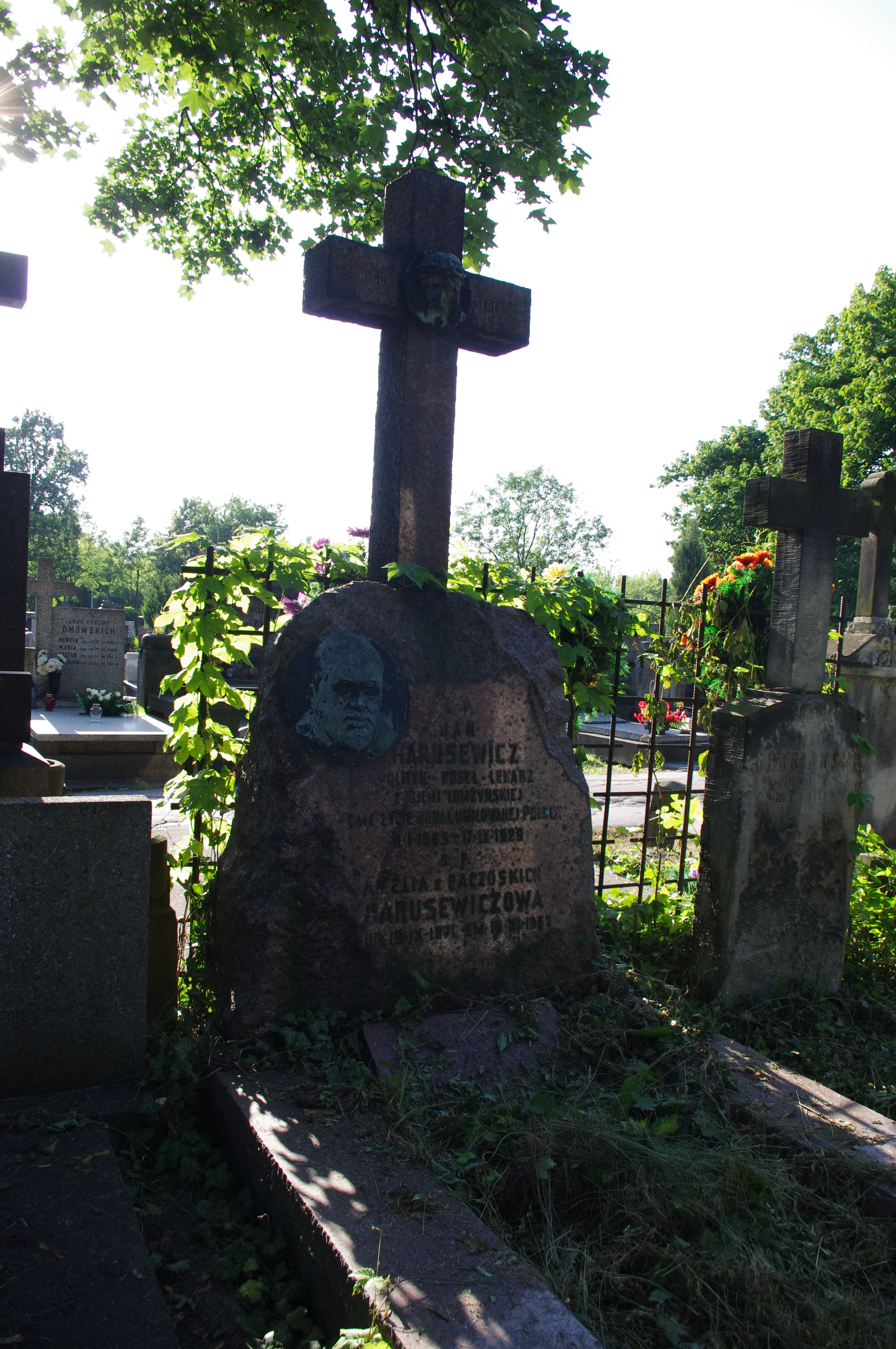
Grób Jana Harusewicza na Starych Powązkach w Warszawie

Jan Harusewicz (ur. 9 stycznia 1863 w Łomży, zm. 17 września 1929 w Warszawie) – polski lekarz i polityk, poseł na Sejm I kadencji w II RP z ramienia Związku Ludowo-Narodowego.

## Życiorys
Był synem Szymona (naczelnika urzędu skarbowego) i Leokadii z Zielińskich.
W 1881 ukończył Gimnazjum Klasyczne w Łomży a następnie, w 1887, Wydział Lekarski Cesarskiego Uniwersytetu Warszawskiego. W tym samym roku wziął udział w powołaniu w Krakowie Związku Młodzieży Polskiej „Zet”. W 1888 został przyjęty do Ligi Polskiej. Po przekształceniu jej w 1893 w Ligę Narodową został członkiem Rady Naczelnej Ligi.
W 1888 przyjął stanowisko lekarza powiatowego w Ostrowi Mazowieckiej. Rozpoczął tu tajną pracę narodową. W 1905 był jednym z założycieli Towarzystwa Polskiej Macierzy Szkolnej. Był inicjatorem tworzenia sieci kół tajnej oświaty; dzięki niemu powołano w Ostrowi Koła Polskiej Macierzy Szkolnej i Miłośników Sceny Polskiej, których współorganizatorką i działaczką była jego żona, Amelia Harusewicz. Był wraz z nią inicjatorem powstania w mieście licznych stowarzyszeń. Kolportował wydawnictwa narodowe. Dużo publikował (pod ps. „Jerzy Wrewicz”), m.in. w „Gazecie Warszawskiej” i „Przeglądzie Wszechpolskim”. Jego teksty dotyczyły głównie samorządności Królestwa; propagowały nacjonalizm.
Jan Harusewicz pełnił funkcję komisarza Ligi Narodowej na ziemię łomżyńską. Jego najbliższymi współpracownikami byli Ludwik Mieczkowski i Jan Dołęga-Zakrzewski. W 1906 wypłynął na szerszą scenę polityczną zostając posłem do rosyjskiej I Dumy. Następnie zasiadał w II, III i IV Dumie, będąc w ostatniej z nich (do 1917) prezesem Koła Polskiego. Był zwierzchnikiem Koła Okręgowego łomżyńskiego Towarzystwa Oświaty Narodowej.
W odpowiedzi na deklarację wodza naczelnego wojsk rosyjskich wielkiego księcia Mikołaja Mikołajewicza Romanowa z 14 sierpnia 1914, podpisał telegram dziękczynny głoszący m.in., że krew synów Polski, przelana łącznie z krwią synów Rosyi w walce ze wspólnym wrogiem, stanie się największą rękojmią nowego życia w pokoju i przyjaźni dwóch narodów słowiańskich.
W 1915 został członkiem Komitetu Narodowego Polskiego. Był wówczas także członkiem Centralnego Komitetu Obywatelskiego Królestwa Polskiego w Rosji, następnie Komitetu Narodowego Polskiego. Członek Rady Polskiej Zjednoczenia Międzypartyjnego. Po przeniesieniu Komitetu Narodowego Polskiego z Lozanny do Paryża, w 1918, był jego przedstawicielem na Szwecję i Finlandię.
W 1920 wrócił do Polski. W 1922 został wybrany do Sejmu I kadencji z listy Związku Ludowo-Narodowego. Był wiceprezesem klubu. Należał do wewnętrznych organizatorów polityki obozu narodowego.
Miał syna Mieczysława Harusewicza, hydrotechnika, oficera WP i działacza narodowego oraz córkę Wandę, żonę Ignacego Czeczotta, lekarza, oficera WP zamordowanego w Charkowie. Zmarł 17 września 1929 w Warszawie. Pochowany został na warszawskich Powązkach (kwatera 80-5-25).